# Kevin Asano
Kevin Yoshimi Asano (ur. 20 kwietnia 1963) – amerykański judoka. Wicemistrz olimpijski z Seulu 1988 w wadze ekstralekkiej.
Brązowy medalista mistrzostw świata w 1987. Wicemistrz igrzysk panamerykańskich w 1987. Trzeci na mistrzostwach panamerykańskich w 1984 roku.

## Letnie Igrzyska Olimpijskie 1988
| Konkurencja | Rundy eliminacyjne   | Rundy eliminacyjne | Rundy eliminacyjne      | Finały                  | Finały              | Klas. końcowa |
| Konkurencja | Przeciwnik I         | Przeciwnik II      | Przeciwnik III          | Półfinał                | Finał               | Miejsce       |
| ----------- | -------------------- | ------------------ | ----------------------- | ----------------------- | ------------------- | ------------- |
| 60 kg       | Petr Šedivák (TCH) Z | Lee Kan (HKG) Z    | Sheu Tsay-chwan (TPE) Z | Shinji Hosokawa (JPN) Z | Kim Jae-yup (KOR) P | 2.            |